# Faverolles-lès-Lucey
Faverolles-lès-Lucey est une commune française située dans le département de la Côte-d'Or, en région Bourgogne-Franche-Comté. Elle est également dans le périmètre du parc national de forêts.

## Géographie

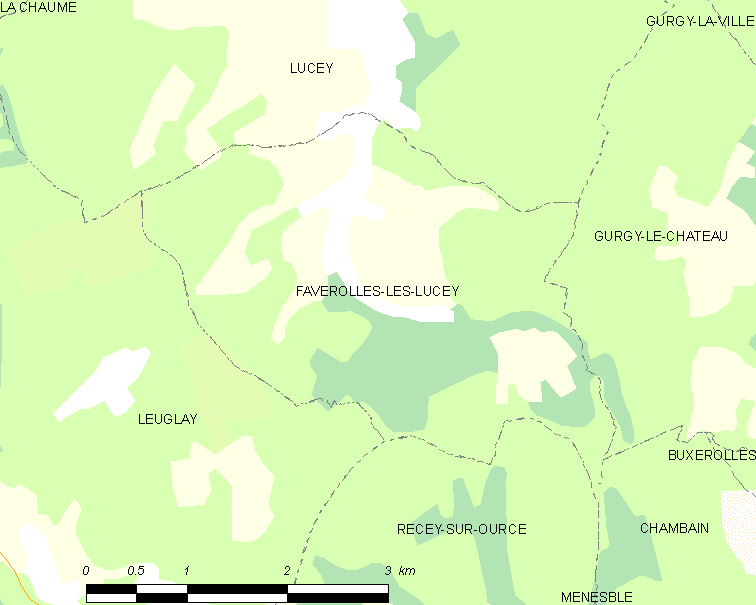

Faverolles fait partie du plateau de Langres, le village est situé sur l'un des contreforts qui se détachent de la ligne de faîte de ce plateau entre la source de l'Ource et celle de l'Aube.
La commune s'étend sur 10,1 km2 situés entre 306 et 411 mètres d'altitude. Son territoire mesure 5,3 km dans sa plus grande longueur du sud-sud est au nord-nord est et 2 km dans sa largeur du nord au sud. Enfin son périmètre est d'environ 15 km. Sa superficie est de 1 008 ha, se composant de 675 ha de forêts (dont 390 ha communaux), 217 ha de terres cultivables, le reste de prés, étangs et village. L'altitude est de 320 m avec le point le plut haut de la commune à 406 m.
Les écarts de Faverolles sont : le hameau de Saint Broing et le Moulin.

### Hydrographie
La commune est bien irriguée par les ruisseaux de Fontenil, de Peute Embauche et de Valverset qui alimenent les étangs du Moulin et du Chainoi.

### Climat
Pour des articles plus généraux, voir Climat de la Bourgogne-Franche-Comté et Climat de la Côte-d'Or.
En 2010, le climat de la commune est de type climat des marges montargnardes, selon une étude du Centre national de la recherche scientifique s'appuyant sur une série de données couvrant la période 1971-2000. En 2020, Météo-France publie une typologie des climats de la France métropolitaine dans laquelle la commune est exposée à un climat océanique altéré et est dans la région climatique  Lorraine, plateau de Langres, Morvan, caractérisée par un hiver rude (1,5 °C), des vents modérés et des brouillards fréquents en automne et hiver. 
Pour la période 1971-2000, la température annuelle moyenne est de 10 °C, avec une amplitude thermique annuelle de 16,2 °C. Le cumul annuel moyen de précipitations est de 966 mm, avec 13,1 jours de précipitations en janvier et 9 jours en juillet. Pour la période 1991-2020, la température moyenne annuelle observée sur la station météorologique de Météo-France la plus proche, « Bure Les Templiers_sapc », sur la commune de Bure-les-Templiers à 11 km à vol d'oiseau, est de 10,7 °C et le cumul annuel moyen de précipitations est de 898,2 mm,. Pour l'avenir, les paramètres climatiques de la commune estimés pour 2050 selon différents scénarios d'émission de gaz à effet de serre sont consultables sur un site dédié publié par Météo-France en novembre 2022.

## Urbanisme

### Typologie
Au 1er janvier 2024, Faverolles-lès-Lucey est catégorisée commune rurale à habitat très dispersé, selon la nouvelle grille communale de densité à 7 niveaux définie par l'Insee en 2022.
Elle est située hors unité urbaine et hors attraction des villes,.

### Occupation des sols
L'occupation des sols de la commune, telle qu'elle ressort de la base de données européenne d’occupation biophysique des sols Corine Land Cover (CLC), est marquée par l'importance des forêts et milieux semi-naturels (66,3 % en 2018), une proportion identique à celle de 1990 (66,3 %). La répartition détaillée en 2018 est la suivante : 
forêts (66,2 %), terres arables (26,9 %), prairies (6,8 %), milieux à végétation arbustive et/ou herbacée (0,1 %). L'évolution de l’occupation des sols de la commune et de ses infrastructures peut être observée sur les différentes représentations cartographiques du territoire : la carte de Cassini (XVIIIe siècle), la carte d'état-major (1820-1866) et les cartes ou photos aériennes de l'IGN pour la période actuelle (1950 à aujourd'hui).

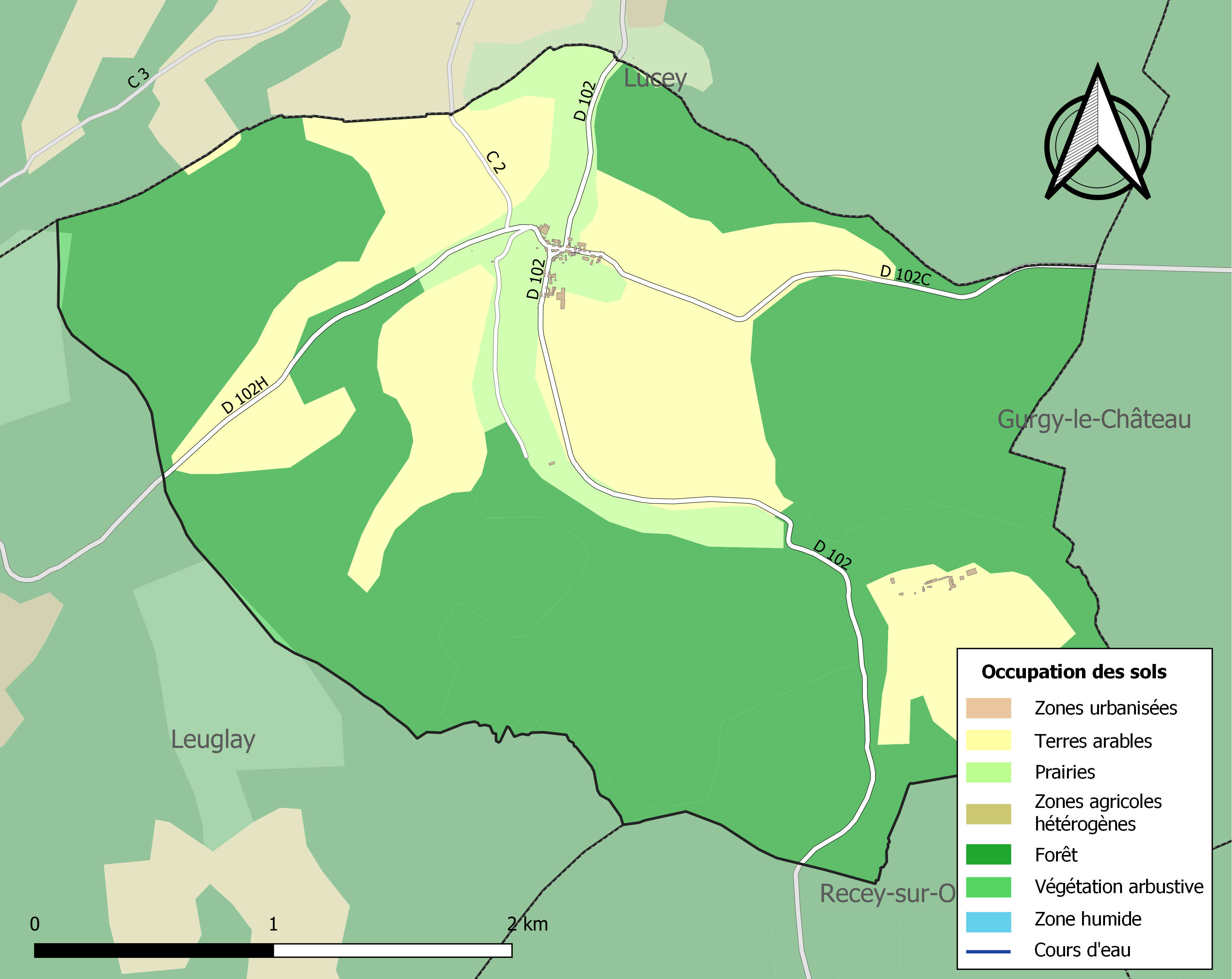
Carte des infrastructures et de l'occupation des sols de la commune en 2018 (CLC).

## Toponymie
Plusieurs communes de France portent le toponyme Faverolles, de même que de nombreux lieux-dits. L'origine de ce nom est indo-européenne, il dériverait de l'agglutination du latin faba (fève), du bas latin; *fabareolae « fèveroles » qui a donné faverolles, au pluriel, en langue d'oïl, « endroit où l'on cultive des fèves », dérivé du latin tardif fabariolas avec le suffixe olla  et signifierait « champ de fèves », « l'endroit où il pousse des fèves », donc « champ où l'on cultive des fèves ». Les favières sont des champs de fèves, essentielles dans la nourriture du paysan.

Cette étymologie semble préférable à toute autre, car la terre légère qui couvre le territoire de notre commune est très propice à la culture de cette plante légumineuse qui, avant la découverte de la pomme de terre, et sa culture dans nos pays, entrait avec les lentilles, pour une large part dans l'alimentation quotidienne.

## Histoire
La commune a appartenu successivement aux Chartreux de Lugny (avant 1187), puis aux évêques de Langres jusqu'en 1789. Le hameau de Saint-Broing formait jadis une commune distincte, s’administrant elle–même, ayant son église, son cimetière. Saint-Broing a été réuni à Faverolles par un arrêté du représentant du peuple dans le département de la Côte-d’Or, le 9 nivôse an III de la République. Le hameau après une succession de dénominations s'appelle désormais le Petit Saint Broing.
Le Moulin a toujours été une dépendance de Faverolles. Tout à côté existait autrefois des hauts fourneaux assez importants, détruits en 1836 par une inondation.
Les édifices communaux encore visibles actuellement sont l'église avec le clocher et vaisseau datant du XIIIe siècle puis la chapelle droite rajoutée construite au XVIIIe siècle (1777) par l'architecte parisien Buron. Dans l'enclos, on retrouve une croix monumentale, croix érigée dans la deuxième moitié du XVIIIe siècle. L’Église et la commune sont sous la protection de deux saint-patrons, Saint-Pierre-ès-Liens et Saint-Renobert, célébré pendant la deuxième quinzaine du mois d'octobre. Jadis, à l'issue des vêpres avait lieu la bénédiction du bétail afin de le préserver toute une année des maladies qui peuvent lui survenir.
Deux lavoirs restaurés sont également visibles le premier datant du XIXe siècle et le second entièrement restauré probablement du XVIIIe siècle. Les fontaines publiques de Faverolles datent de 1845 et sont situés l’une dans le centre du village et l'autre rue des Carrons (l'eau courante fut amenée à Faverolles en 1973 !). La mairie actuelle date, elle, de 1882.
L'activité dans le village a toujours été basée sur l'agriculture, un nombre important de cultivateurs exploitait les terres. On peut noter la présence autrefois d'un atelier de tisserand tenu par François Doderet, d'une famille de maçon : les Monniot, de nombreux tonneliers, de sabotiers, de marchands de bois, d'un tourneur, d'une rempailleuse, et bien entendu d'un aubergiste (Chameroy - 1836, Pâris Antoine, Cornu - 1888, Paintentre - 1909, et Mme Cellier). Il n'y a plus d'artisans, le dernier était un plâtrier (1989) ; le café a quant à lui fermé ses portes en 1985.

### L'école
Avant 1792, Faverolles était réuni à Lucey pour le service de l'instruction. La première nomination de recteur d'école à Faverolles date du 1er décembre 1792 : c'est celle d'Antoine Ronot. Celui-ci arrivait de Menesble, et outre le service de l'instruction il devait assister le curé Leblond desservant la paroisse de Faverolles et assurer le secrétariat de mairie.
La salle d'école était à la maison commune située alors à l'angle de la rue des Carrons. Entre 1815 et 1820 la maison commune fut transférée dans une maison plus confortable comportant 4 pièces et située à l'angle de la route de Lucey. Ce n'est qu'en 1884 que la mairie et par conséquent l'école, se retrouva à l'emplacement que nous connaissons aujourd'hui.
En effet le conseil constatant que la maison commune était dans un état déplorable, que la salle de classe n'offrait pas une étendue suffisante et que les enfants y respirait un air vicié et corrompu, il demanda le secours de l'État pour la construction d'une nouvelle maison commune. La loi sur l'instruction primaire gratuite et obligatoire ne produisit pas beaucoup d'effet au début, l'école ne fut pas mieux fréquentée. Aussitôt le mois de mars arrivé, les parents retiraient leurs enfants pour les envoyer garder le bétail ou travailler aux champs.
En 1884, un conflit opposa le conseil et l'instituteur car ce dernier empêchait l'accès à la mairie, allant même jusqu'à enfermer à l'intérieur un adjoint venu consulter des documents ! Toutefois de nombreux élèves passèrent par cette école puisque ce n'est en 1965 qu'elle ferma ses portes.

## Politique et administration
| Période                                  | Période | Identité             | Étiquette    | Qualité |
| ---------------------------------------- | ------- | -------------------- | ------------ | ------- |
| 1790                                     | 1791    | Antoine Paris        |              |         |
| 1791                                     | 1792    | François Grapin      |              |         |
| 1792                                     | 1800    | François Clerc       |              |         |
| 1800                                     | 1810    | M. Leclerc           |              |         |
| 1810                                     | 1811    | Jean-Baptiste Grapin |              |         |
| 1821                                     | 1826    | Jacques Frenois      |              |         |
| 1826                                     | 1830    | Nicolas Zarat        |              |         |
| 1830                                     | 1831    | Jean-Baptiste Grapin |              |         |
| 1831                                     | 1843    | Jacques Frenois      |              |         |
| 1843                                     | 1848    | Nicolas Zarat        |              |         |
| 1848                                     | 1850    | Bernard Grapin       |              |         |
| 1850                                     | 1865    | Pierre Chamaroy      |              |         |
| 1865                                     | 1887    | Bernard Grapin       |              |         |
| 1887                                     | 1888    | Émile Ronot          |              |         |
| 1888                                     | 1919    | Amédée Grapin        |              |         |
| 1919                                     | 1953    | Désiré Pitois        |              |         |
| 1953                                     | 1956    | Joseph Grapin        |              |         |
| 1956                                     | 1965    | André Martin         |              |         |
| 1965                                     | 1985    | Gilbert Martin       |              |         |
| 1985                                     | 1995    | Andrée Clincke       |              |         |
| 1995                                     | 2001    | Madeleine Bourceret  |              |         |
| 2001                                     | 2020    | Laurent Schembri     | UDF puis UDI |         |
| Les données manquantes sont à compléter. |         |                      |              |         |

Faverolles-lès-Lucey appartient à l'arrondissement de Montbard, au canton de Châtillon-sur-Seine et à la communauté de communes du Pays Châtillonnais.

## Démographie
L'évolution du nombre d'habitants est connue à travers les recensements de la population effectués dans la commune depuis 1793. Pour les communes de moins de 10 000 habitants, une enquête de recensement portant sur toute la population est réalisée tous les cinq ans, les populations de référence des années intermédiaires étant quant à elles estimées par interpolation ou extrapolation. Pour la commune, le premier recensement exhaustif entrant dans le cadre du nouveau dispositif a été réalisé en 2007.

En 2022, la commune comptait 29 habitants, en évolution de −9,37 % par rapport à 2016 (Côte-d'Or : +0,82 %, France hors Mayotte : +2,11 %).
| 1793 | 1800 | 1806 | 1821 | 1831 | 1836 | 1841 | 1846 | 1851 |
| ---- | ---- | ---- | ---- | ---- | ---- | ---- | ---- | ---- |
| 126  | 161  | 161  | 161  | 185  | 187  | 208  | 199  | 188  |

| 1856 | 1861 | 1866 | 1872 | 1876 | 1881 | 1886 | 1891 | 1896 |
| ---- | ---- | ---- | ---- | ---- | ---- | ---- | ---- | ---- |
| 167  | 175  | 158  | 152  | 133  | 115  | 109  | 97   | 89   |

| 1901 | 1906 | 1911 | 1921 | 1926 | 1931 | 1936 | 1946 | 1954 |
| ---- | ---- | ---- | ---- | ---- | ---- | ---- | ---- | ---- |
| 90   | 84   | 68   | 56   | 83   | 66   | 75   | 53   | 49   |

| 1962 | 1968 | 1975 | 1982 | 1990 | 1999 | 2006 | 2007 | 2012 |
| ---- | ---- | ---- | ---- | ---- | ---- | ---- | ---- | ---- |
| 38   | 41   | 43   | 36   | 17   | 22   | 34   | 36   | 35   |

| 2017 | 2022 | - | - | - | - | - | - | - |
| ---- | ---- | - | - | - | - | - | - | - |
| 31   | 29   | - | - | - | - | - | - | - |

## Culture locale et patrimoine

### Lieux, monuments et pôles d'intérêt
- L'église Saint-Renobert dont la construction initiale remonte au XIIIe siècle ;
- La chapelle du Petit-Saint-Broing ;
- Le chateau de Fravrolles situé à proximité est propriété privée ;
- Les étangs du Moulin et du Chainoi.

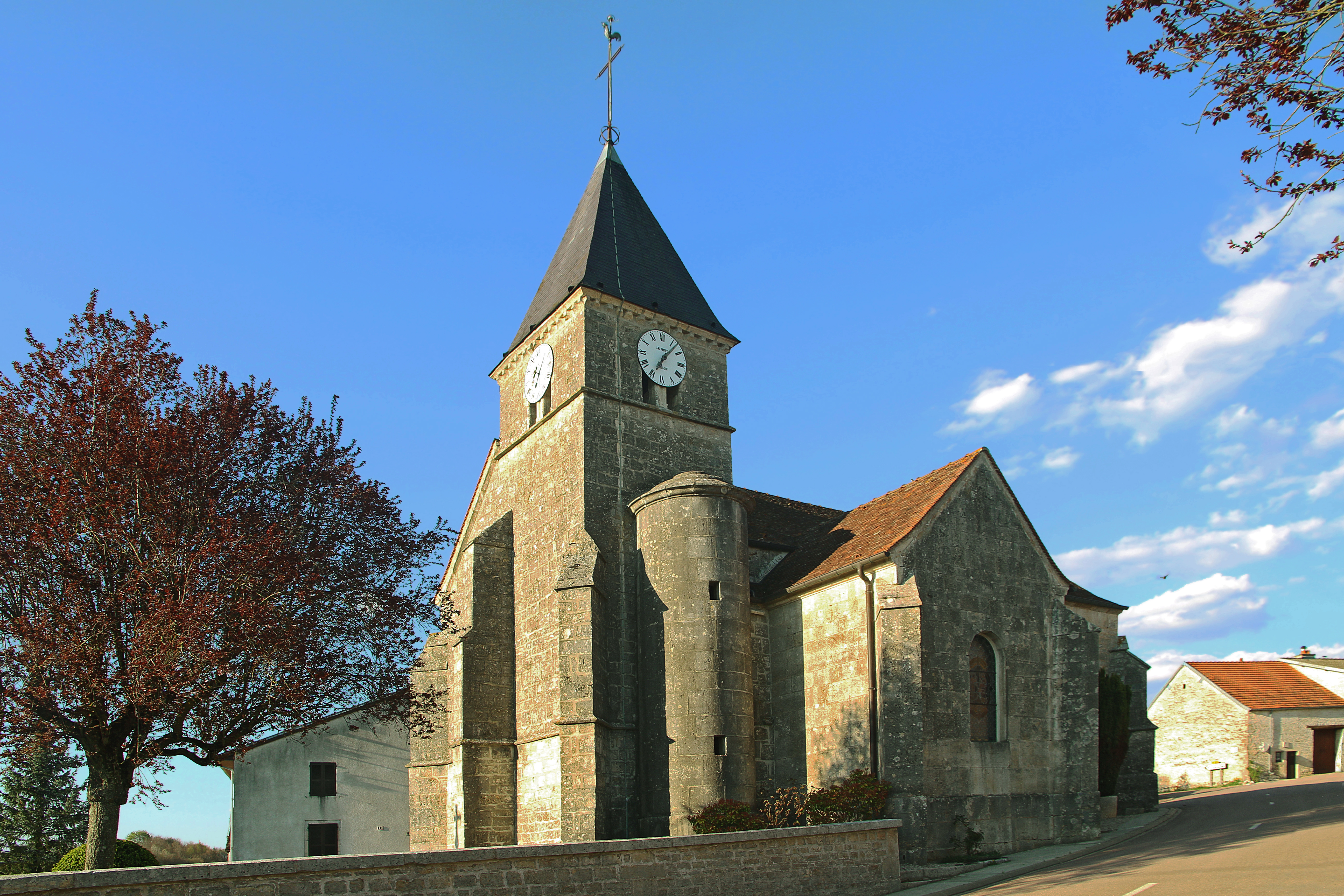
Église Saint-Renobert
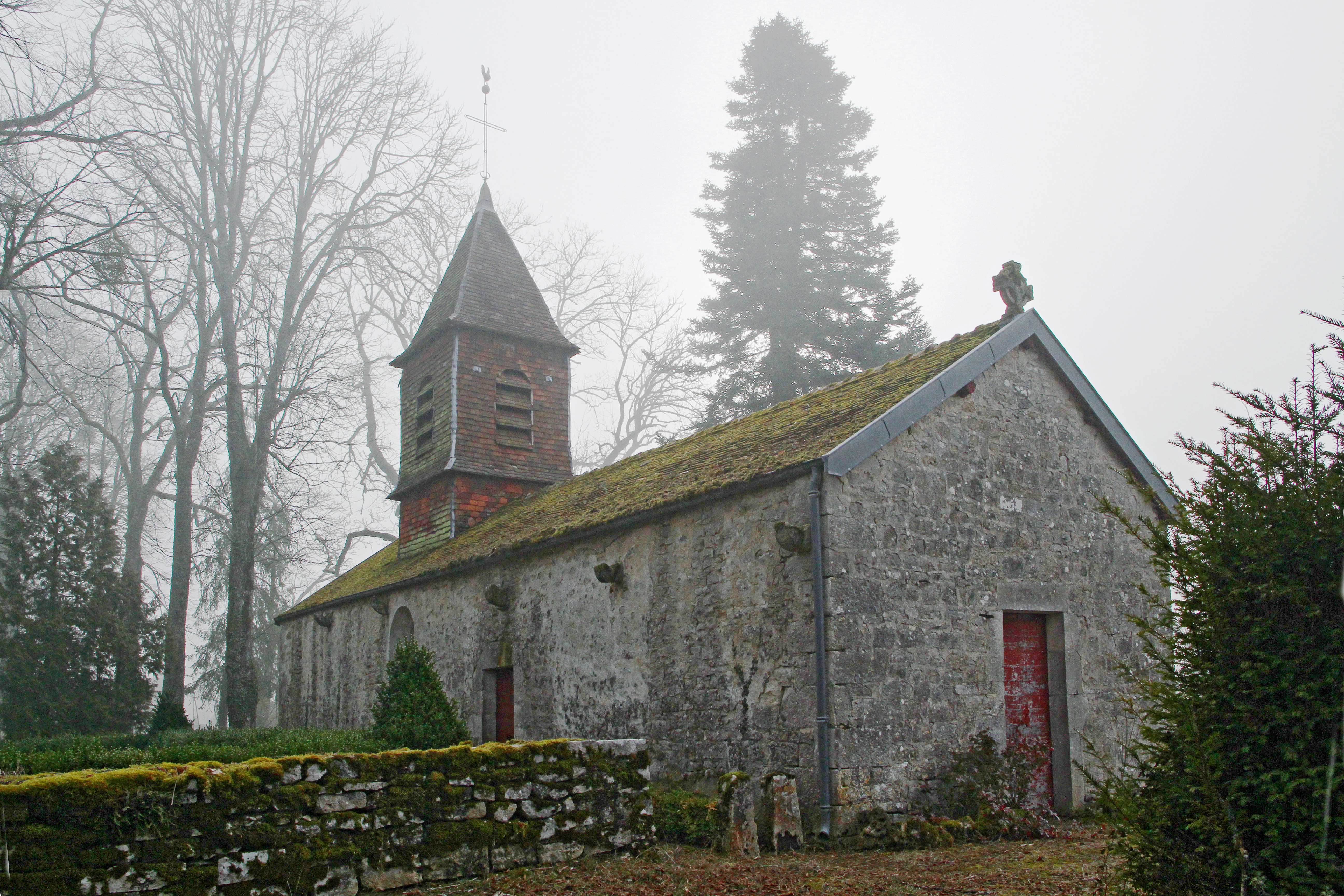
Chapelle du Petit-Saint-Broing
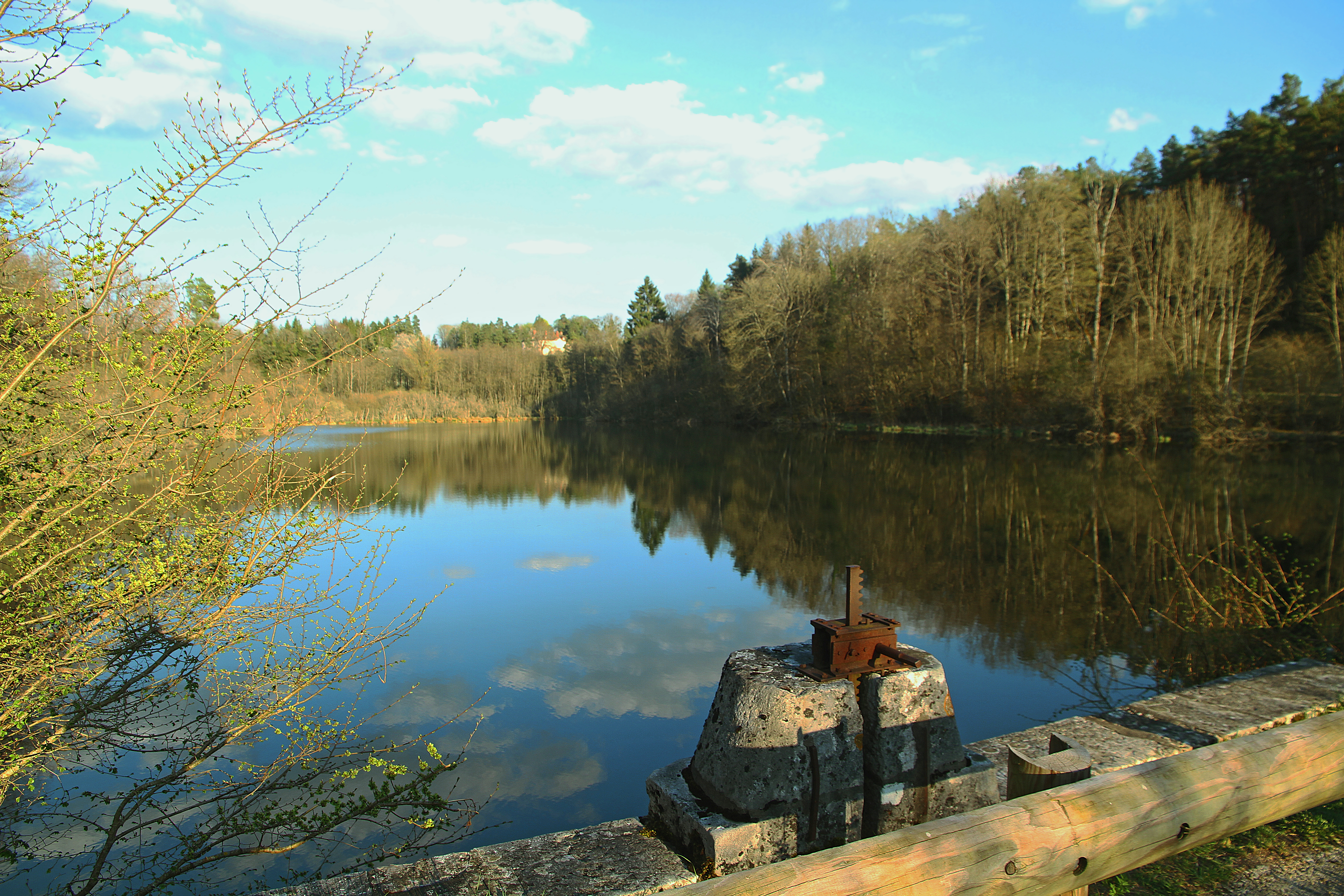
L'étang du Chainoi

### Héraldique
| Blason de Faverolles-lès-Lucey | Blason  | D'or au pied de faverole de sinople mouvant de la pointe, au chef parti au I d'azur à la croix d'or cantonnée au 1er et au 4e d'une fleur de lys du même, au 2e et au 3e d'une étoile aussi d'or et au II d'azur au sautoir cousu de gueules cantonné de quatre fleurs de lys d'or. |
| Blason de Faverolles-lès-Lucey | Détails | Armes parlantes. Le statut officiel du blason reste à déterminer. |

### Village fleuri
La commune est classée deux fleurs au Palmarès national des villes et villages fleuris. Le fleurissement, réalisé exclusivement par les bénévoles de la commune, permet à Faverolles d'être la plus petite commune de France labellisée « Village fleuri ».